# Need for Speed: Underground
Need for Speed: Underground је седма игра у серији Need for Speed, а развио ју је ЕА Black Box и објавио Electronic Arts 2003. године. Произведене су две различите игре, једна за конзоле и Windows, а друга за Game Boy Advance.
Underground је поново покренуо франшизу, занемарујући претходне игре Need for Speed на којима су представљени спортски аутомобили и егзотика. Била је то прва игра у низу која је понудила режим каријере који садржи причу и линију гаража који је омогућио играчима да потпуно прилагоде своје аутомобиле великим бројем перформанси робних марки и визуелним унапређењима. Све трке се одржавају у генерисаном граду ноћу званом Олимпик Сити који доста личи на Њујорк Сити, Сан Франциско и Лос Анђелес. Уместо егзотичних аутомобила, Ундергроунд је представио возила повезана са сценом увоза. Ундергроунд је био комерцијално успешан, а пратила га је Need for Speed: Underground 2 у 2004. години.

## Начин игре
Кружнa трка (Circuit race) је стандардна трка која укључује трке са највише три противничка аутомобила око кружне стазе за један круг или више, и представља главни мод игре. Што се тиче последње 4 трке у подземном режиму, број играча се смањује на само 1 ривала, а број кругова достиже и седам (трка издржљивости).
Нокаут трке (Кnockout mode) су сличане претходним титулама Неед фор Спеед и укључује "нокаутирање" последњег тркача који прође стартну линију у сваком кругу док не остане коначни лидер трке и победик у трци. У случају Ундергроунд-а, нокаут сесије имају највише три круга за четири тркача.
Спринт мод (Sprint mode) је варијација у кружном режиму, где се такмичари трче у стази од тачке до тачке, уместо у круг. Ове су трке обично краће од „кругова“ (дужине максималних 8 км), па се од играча захтева да праве што мање могуће грешака.
Дрифтинг (Drift mode) је најизазовнији и технички аспект игре. Дрифт мод се састоји од једног играча на кратој стази кружног типа, где је циљ прикупити што више бодова дрифтовањем дуж стазе. Играч се такмичи са три друга такмичара, који изгледа да сакупљају резултате заједно са играчем током дрифт сесије. Од играча се очекује да скупи највише дрифт поена, односно више од осталих учесника у трци како би обезбедио најбољу позицију.
Бонуси се додељују играчима који клизају односно дрифтују спољњим границама стазе, дрифтују вертикално или врше ланац дрифт (континуирани дрифт сталним управљањем возилом током дрифта да би одржали брзину); ако играч успе да заврши дрифт без судара са стране стазе, сакупљени бодови се додају у резултат, у супротном, сакупљени бодови се поништавају.
Дрифт мод је једина врста трка у којој није потребно време за завршетак стазе, јер је играчима дата слобода да сопственим темпом попуне додељени број кругова. Ово може објаснити одсуство азот-оксида (nitrous oxide) у овом режиму, јер он у овој ситуацији не представља никакву сврху.
Драг трке (Drag race) је други нajoсновнији облик трке у игри. То укључује трке против једног или три аутомобила на уобичајено равним стазама и покушај да се добију топ позиције за победу. Да би се овладали режимом повлачења, играчи морају да користе добар тајминг и рефлексе за промену степена преноса, праћење обртаја, претицање и употребу појачавања азотног оксида. Будући да ће играч користити мотор до крајњих граница, мод ставља посебан нагласак у надгледању тахометра током трка, који је увећан и који се налази у левом делу екрана. Управљање у овом режиму поједностављено је да би се једноставно омогућиле промене траке, док рачунар одржава аутомобил унутар траке, а играч се више фокусира на одржавање оптималне брзине за аутомобил.
Два услова ће резултирати тиме да играчи буду изгубљени током драг трке: чеони судари са противником, баријерама, другим аутомобилима у саобраћају или раздељивачима (бити „уништен“); или уништен мотор као резултат дуготрајне вожње у високим обртајима и превеликог прегрејавања мотора.

### Унапређивање аутомобила
У менију за прилагођавање аутомобила, аутомобили се могу изменити побољшањима перформанси и визуелним унапређењима, попут боја боја, винила, неонских, прилагођених предњих и задњих браника, прилагођених бочних прагова, спојлера, спортских хауба, врхова за ауспухе, кровних спојлера, прилагођених гума и налепнице и комплета за визуелно проширење аутомобила.
Играчи имају могућност да повећају перформансе свог аутомобила применом унапређења перформанси на аутомобилу. Играч може да надогради мотор свог аутомобила, погонски склоп, вешање, гуме, управљачку јединицу мотора (ЕЦУ), као и да дода азот оксид, турбо пуњаче и смањи тежину аутомобила (у облику „пакета за смањење тежине“).

## Оцене
Према Електроник Артсу, Underground је био комерцијални хит, са продајом изнад 7 милиона јединица широм света до половине 2004. Underground је на крају продао 15 милиона примерака широм света и ушао у „најпродаваније“ највећих хитова и BigHit серија сваке конзоле, XBox-ових платинастих хитова, и GamesCube-овог избора играча.
Неед фор Спеед: Ундергроунд добио је позитивне критике. Gamerankings и Metacritic дали су јој оцену од 84,29% и 85 од 100 за верзију PS 2, 83,73% и 83 од 100 за верзију GameCube, 82,29% и 82 од 100 за верзију за PC, 81,76% и 83 од 100 за XBox верзију и 77,33% и 77 од 100 за Game Boy Advance верзију. Једини приговори који су критичари имали су понављајуће стазе, неуравнотежени АИ(компјутерски противници) недостатак слободног кретања и оштећења у игри, при чему се последња ограничавала само на одвајање регистарских таблица са аутомобила током судара, посебно током драг трка.
У Великој Британији, службени британски часопис PlayStation 2 дао је верзији за PS2 девет од десет због улоге возача нелегалних уличних трка. Похвалили су брзину, али рекли су да је то "у срцу само још једна игра у вожњи са додатком холивудске искре". У Јапану Фамитсу је верзији GameCube и PS2 дао две осмице и две деветке, чиме је постигнут резултат 34 од 40.
До јула 2006. године, PS 2 верзија Ундергроунда продала је 2,6 милиона примерака и зарадила 115 милиона долара само у Сједињеним Државама. Next Generation га је сврстала у шесту најпродаванију игру oбјављену за PS 2, XBox или GameCube између јануара 2000. и јула 2006. у тој земљи. Била је то најпродаванија игра Неед фор Спеед објављена између тих датума у Сједињеним Државама. Верзија PS 2 такође је добила награду за продају „Double Platuinum“ од Удружења издавача софтвера за забаву и слободно време (ЕЛСПА), што указује на продају од најмање 600 000 примерака у Великој Британији.
Уредници часописа Computer Gaming World представили су Ундергроунду награду за "Тркачку игру године" из 2003. године. Написали су: "Можда то није конвенционални тркачки наслов попут НАСЦАР или Ф1 наслова, али ниједна друга игра неће натерати Г силу у свакој кривини као што то чини НСФУ.